# Деннен, Барри
Ба́рри Де́ннен (англ. Barry Dennen, 22 февраля 1938 — 26 сентября 2017) — американский певец и актёр, известный, в частности, исполнением партии Понтия Пилата в рок-опере Эндрю Ллойда Уэббера и Тима Райса «Иисус Христос — суперзвезда» и той же роли — в одноимённом фильме Нормана Джуисона 1973 года.

## Биография
Барри Деннен родился 22 февраля 1938 года в Чикаго, Иллинойс. В Нью-Йорке некоторое время (1960—1963) он был близок с Барброй Стрейзанд; считается, что он во многом помог её творческому становлению.

В течение 15 лет Деннен жил в Лондоне, где в 1968 году получил главную роль в мюзикле «Кабаре» Хэла Принса: за эту роль он получил престижную Evening Standard Award. В 1970 году Деннен исполнил арии Понтия Пилата — сначала в альбоме Jesus Christ Superstar, затем на Бродвее, в постановке 1971 года. На вопрос об истории его появления в легендарном составе участников записи рок-оперы Барри Деннен отвечал:

Начинался 69-й: я только что завершил свой год работы в лондонском Palace Theatre, где играл Мастера церемоний в «Кабаре», с участием Джуди Денч. Покидать Лондон не хотелось, потому что в Англии я был известен гораздо больше, чем в Америке, а кроме того, у меня появилась идея создать фильм про рок-группу. Агентство Уильяма Морриса познакомило меня с Мюрреем Хэдом, и мы приступили к работе: он — над музыкой, я — над текстами. В какой-то момент он упомянул о том, что парни, которые работают над рок-оперой, видели меня в «Кабаре» и хотели бы знать, не заинтересует ли меня возможность принять участие в записи. Вот так всё это началось.Оригинальный текст (англ.)It was the beginning of 1969 and I'd just finished a year's run as the Emcee in Cabaret at the Palace Theatre in London with Judi Dench. I wasn't exactly ready to leave London yet as I was much better known in England than I was in America and I had an idea for a movie about a rock n' roll group. The William Morris Agency put me together with Murray Head and we set to work on a score for the film, he the music and I the lyrics. During the months we worked together he mentioned to me that these guys who were working on a rock opera had seen me in Cabaret and wondered if I'd be interested in a role in the recording. And that's how it all started. 
В 1971 году Деннен сыграл роль Менделя в фильме Нормана Джуисона «Fiddler on the Roof». Как утверждается на сайте Деннена, именно он предложил Джуисону стать режиссёром фильма «Иисус Христос — суперзвезда» 1973 года. Тот последовал совету, и Деннен в очередной раз сыграл Пилата.
Барри Деннен снялся во множестве эпизодических ролей в кино и на телевидении (телеверсия «Бэтмена» — мексиканский бандит с английским акцентом; «Superman 3»; «The Shining», «Titanic»). Его голос звучит во многих видеоиграх (Fatman в «Metal Gear Solid 2», шеф полиции Боген в «Grim Fandango», Мимир в «Too Human»). Деннен известен также как сценарист (эпизод «The Secret Cinema» для телесериала «Amazing Stories»; «Demonella» для «The Comic Strip» и др.)
В автобиографии «My Life With Barbra: A Love Story» (1997), получившей восторженные оценки критиков, Барри Деннен подробно рассказал о своих взаимоотношениях со Стрейзанд, а также и о том, как в течение многих лет шёл к осознанию того, что является гомосексуалом.
В 2003—2004 годах с Карлом Андерсоном Деннен провел успешные гастроли по США в составе с «Jesus Christ Superstar Show», где ему впервые пришлось играть царя Ирода. В 2006 году он вернулся на театральную сцену в спектакле «Безмолвные партнеры» («Silent Partners»), где сыграл роль Бертольта Брехта (Scena Theater, Вашингтон).
В июне 2017 года Деннен получил черепно-мозговую травму после падения в своём доме. Он так и не оправился полностью и умер 26 сентября.

## Фильмография
- «Fiddler on the Roof» (Мендель)
- «Иисус Христос — суперзвезда» (Понтий Пилат)
- «Madhouse» (Блаунт)
- «Brannigan»
- «Kentucky Fried Movie» (Клод Лемонт)
- «Сияние» (Уотсон)
- «Лечение шоком» (Ирвин Лэпси)
- «Ragtime» (сценический менеджер)
- «The Dark Crystal» (голос Чемберлена)
- «Trading Places» (Димитри)
- «Superman III» (доктор Макклин)
- «The Lion and the Hawk»
- «Killer Instinct» (мистер Мартин)
- «Whatever Happened to Baby Jane»
- «Liquid Dreams» (майор)
- «She Woke Up As Dr. Landover Clifford» (Птеродактиль Терри)
- «Wing Commander IV» (Мелек, голос)
- «Няньки» (Томас)
- «Титаник» (молящийся)[10]